# Зяблик блакитний
Зяблик блакитний (Fringilla teydea) — різновид горобцеподібних пташок з родини в'юркових. Цей вид є ендемічним для островів Тенерифе і Гран Канарія в іспанських Канарських островах. Ця пташка — природний символ острова Тенерифе, разом із драконовим деревом Канарских островів..

## Середовище проживання
Це ендемік на Тенерифе на Канарських островах, Іспанія. Популяція оцінюється в 1000–2500 пар, що еквівалентно 2000–5000 зрілих особин, хоча це може бути заниженою оцінкою. Загальний ареал і популяція виду фактично збільшуються завдяки позитивним тенденціям у зоні відповідного середовища проживання на Тенерифе. Блакитний зяблик значною мірою залежить від канарської сосни Pinus canariensis і буде населяти відновлені ліси в тих місцях, де вони входять до природного поширення цього дерева. Хоча насіння канарської сосни є основним джерелом їжі, птахи іноді харчуються поза сосновими лісами під час суворої погоди. Протягом сезону розмноження зустрічається в соснових лісах на висоті 1000–2000 м над рівнем моря. В інший час вид був зафіксований на висотах від 700 до 2300 м: наприклад, у високогірних чагарниках навколо Піко-дель-Тейде.

## Відтворення
Період розмноження триває з квітня до початку серпня. Зазвичай відкладаються два яйця, потенційно може бути два виводки на пару на рік.